# Негамбо Юз
Спортивний клуб «Негамбо Юз» або просто «Негамбо Юз» (англ. Negombo Youth Sports Club) — ланкійський футбольний клуб з Негомбо.

## Історія
Заснований у 1962 році у місті Негомбо, дворазовий переможець Прем'єр-ліги та Кубку Шрі-Ланки.
На міжнародному рівні отримали право зіграти у Кубку володарів кубків АФК 2001/02, останньому розіграші турніру, проте відмовилися від участі в ньому, тому переможцем першого раунду було визнано представника Гонконгу «Саут Чайна».

## Принципові протистояння
Найпринциповішим суперником «Негамбо Юз» є «Дон Боско», який також представляє місто Негомбо. Їх протистояння відомо під назвою «Дербі Негомбо».

## Досягнення
- Прем'єр-ліга Шрі-Ланки
  -  Чемпіон (2): 2002/03, 2005/06

- Кубку Футбольної асоціації Шрі-Ланки
  -  Володар (1): 2007

- Трофей чемпіонів
  -  Володар (1): 2006

## Континентальні змагання
| Сезон   | Турнір                     | Раунд | Клуб         | Результат |
| ------- | -------------------------- | ----- | ------------ | --------- |
| 2000/01 | Кубок володарів кубків АФК | 1     | «Саут Чайна» | т.п.1     |

1- «Негамбо Юз» залишив турнір.